# Einars Repše
Einars Repše, född 9 december 1961 i Jelgava, är en lettisk politiker som varit Lettlands premiärminister 2002–2004 och finansminster 2009–2010.
Mellan 1991 och 2001 var han chef för Lettlands bank.